# Präsidentschaftswahl in Kirgisistan 1995

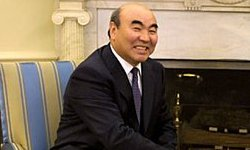
Wahlsieger Askar Akajew

Die Präsidentschaftswahl in Kirgisistan 1995 wurde am 24. Dezember 1995 in Kirgisistan abgehalten. Zum zweiten Mal nach der Präsidentschaftswahl in Kirgisistan 1991 waren die Bürger des unabhängigen Kirgisistans aufgerufen, einen Präsidenten zu wählen. Mit Askar Akajew konnte sich der Amtsinhaber bei der Präsidentschaftswahl erneut durchsetzen.

## Hintergrund
Die Präsidentschaftswahl fand in politisch bewegten Zeiten für den jungen Staat Kirgisistan statt. Am 5. September 1994 beschloss das Parlament seine Selbstauflösung, woraufhin am 22. Oktober 1994 ein Referendum zur Umgestaltung des kirgisischen Parlaments abgehalten wurde. Dabei stimmten die Bürger der Einrichtung eines Zweikammersystems zu. Daraufhin wurden durch mehrere Dekrete des Präsidenten die Reform des Parlaments und des Wahlrechts sowie die Stärkung der Rolle lokaler Würdenträger, der sogenannten Aksakal, umgesetzt. Beobachter sahen in diesen politischen Reformen eine Abkehr von einer Politik der Stärkung der Demokratie hin zu dem Bestreben Akajews, langfristig die Politik Kirgisistans als Präsident dominieren zu können. Präsident Akajew begründete diese Schritte mit der zu „idealistischen“ Verfassung von 1993 und der Notwendigkeit einer „Übergangsperiode“, da „die Menschen noch nicht bereit für die Demokratie“ seien.

## Kandidaten
Nachdem bei der Präsidentschaftswahl 1991 keine Gegenkandidaten zu Akajew angetreten waren, bewarben sich 1995 fünf Gegenkandidaten um das Amt des Präsidenten. Drei von fünf Kandidaten wurden aber auf Grund des Vorwurfs der Verleumdung vom Obersten Gericht Kirgisistans nicht zu der Wahl zugelassen. Diese Entscheidung stellte einen Bruch mit der kirgisischen Verfassung dar und wurde als Beleg für die mangelnde Unabhängigkeit der kirgisischen Justiz interpretiert. Nach dieser Entscheidung des Gerichts ergab sich ein Teilnehmerfeld von drei Kandidaten für das Präsidentenamt in Kirgisistan:
- Askar Akajew, Amtsinhaber
- Absamat Masaliyev, Kandidat der Kommunistischen Partei Kirgisistans[4]
- Medetkan Sherimkulov, unabhängiger Kandidat

## Ergebnis
Trotz einer deutlichen Verschlechterung seines Wahlergebnisses von 1991, als Akajew 95,33 % der Stimmen erhielt, konnte sich der Amtsinhaber bei der Präsidentschaftswahl erneut durchsetzen. Die Wahlbeteiligung wurde mit 86,2 % angegeben.
| Kandidaten                                    | Parteien                            | Stimmen   | %    |
| --------------------------------------------- | ----------------------------------- | --------- | ---- |
| Askar Akajew                                  | Parteilos                           | 1.391.114 | 72,4 |
| Absamat Masaliyev                             | Partei der Kommunisten Kirgisistans | 474.547   | 24,7 |
| Medetkan Sherimkulov                          | Parteilos                           | 33.499    | 1,7  |
| Gegen alle                                    | Gegen alle                          | 21.063    | 1,1  |
| Gesamt                                        | Gesamt                              | 1.920.223 | 100  |
|                                               |                                     |           |      |
| Ungültige Stimmen                             | Ungültige Stimmen                   | 22.854    | 1,2  |
| Wähler                                        | Wähler                              | 1.943.077 | 86,2 |
| Wahlberechtigte                               | Wahlberechtigte                     | 2.254.348 |      |
|                                               |                                     |           |      |
| Quellen: Verfassungsgerichtshof (Übersetzung) |                                     |           |      |

## Folgen
Akajew baute seine Machtposition nach der Bestätigung im Amt weiter aus. In einem Referendum 1996 wurde mehreren Verfassungsänderungen zugestimmt, die eine stärkere Machtkonzentration in den Händen des Präsidenten ermöglichen und die Rolle des Parlaments deutlich schwächten.